# Barrosasaurus
Barrosasaurus là một chi khủng long, được Salgado & Coria mô tả khoa học năm 2009.